# Spirostreptus tschudii
Spirostreptus tschudii är en mångfotingart som beskrevs av Karsch 1881. Spirostreptus tschudii ingår i släktet Spirostreptus och familjen Spirostreptidae. Inga underarter finns listade i Catalogue of Life.